# Belén (Salto)
Belén ist eine im 8. Sektor des Departamento Salto am östlichen Ufer des Río Uruguay nördlich der Mündung des Río Arapey Grande in diesen gelegene Stadt in Uruguay. Flussabwärts liegt südlich die Hauptstadt des Departamentos, Salto. Nördlich von Belén befindet sich Bella Unión.

## Einwohner
Die Einwohnerzahl von Belén beträgt 1.926 (Stand: 2011), davon 961 männliche und 965 weibliche. Damit ist sie die drittgrößte Stadt des Departamentos.
| Jahr | Einwohner |
| ---- | --------- |
| 1963 | 2.061     |
| 1975 | 2.121     |
| 1985 | 1.882     |
| 1996 | 2.023     |
| 2004 | 2.030     |
| 2011 | 1.926     |

Quelle: Instituto Nacional de Estadística de Uruguay

## Geschichte
Gegründet wurde die Stadt am 14. März 1801. Am 7. Mai 1862 wurde Belén durch das Gesetz Nr. 705 in die Kategorie „pueblo“ eingestuft. Ebenso wie auch Constitución musste die Stadt während der Errichtung des Salto Grande komplett verschoben werden, da der ursprüngliche Standort von dem dort heute vorhandenen Stausee bedeckt wird.

## Infrastruktur
Die Stadt verfügt mit der Escuela Nr. 6 und der Escuela Nr. 39 über zwei Schulen im Stadtgebiet. Verkehrsinfrastrukturell ist sie über die östlich von Belén vorbeiführende Ruta 3 erschlossen.

## Stadtverwaltung
Bürgermeister (Alcalde) von Belén ist Gustavo Viera.